# آکوافابا

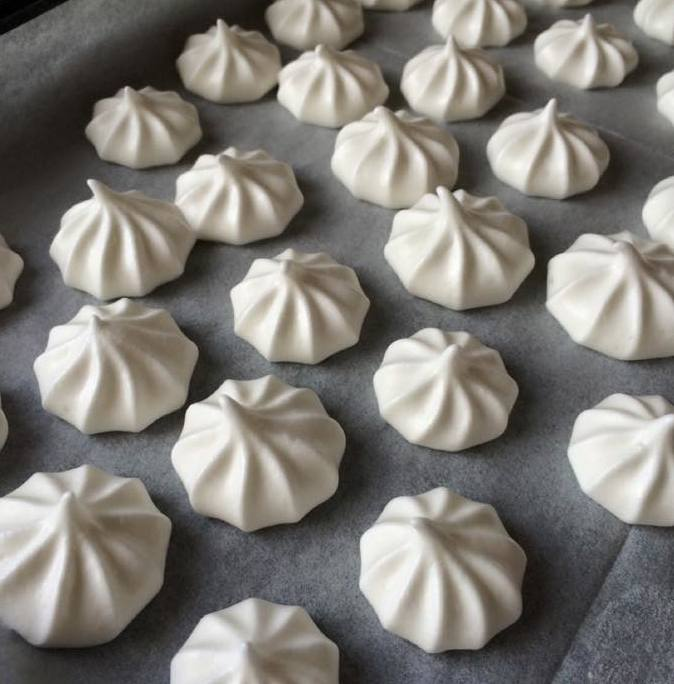
مرنگی که با استفاده از آکوافابا تهیه شده‌است.

آکوافابا (انگلیسی: Aquafaba)مایعی چسبناک است که از آب دانه‌های پخته شده حبوبات مثل نخود، باقلا و لوبیا سفید به دست می‌آید. یکی از هیجان‌انگیزترین «اکتشافات» آشپزی اخیر است. نه تنها آن را به عنوان یک جایگزین گیاهی برتر برای تخم مرغ نسبت به آنچه که به صورت تجاری در دسترس بود یافت شد همچنین از آن به عنوان جانشین سفیده تخم‌مرغ در دسرهای لطیفی مانند مرنگ نیز استفاده می‌شود.
آکوافابا سرشار از موادی است که توانایی کف کردن آب را افزایش می‌دهد، زیرا دانه‌های حبوبات مانند نخود و سویا حاوی آلبومین و گلوبولین هستند، همان پروتئین‌هایی که در تخم‌مرغ یافت می‌شوند و آن‌ها را برای ایجاد کف‌های آشپزی بسیار مفید می‌سازد. آنها همچنین سرشار از ساپونین‌ها هستند، مواد شیمیایی آلی مشتق شده از گیاه که مانند صابون عمل می‌کنند، زیرا می‌توانند در چربی و آب حل شوند و همچنین می‌توانند به تشکیل کف‌های پایدار کمک کنند. وجود ترکیبی آلبومین‌ها، گلوبولین‌ها و ساپونین‌ها در مایع پخت نخود به این معنی است که وقتی هم زده می‌شود، کفی پایدار تولید می‌کند.